# Августа Мекленбургская
Августа Мекленбургская (нем. Auguste zu Mecklenburg, «принцесса Даргунская»; 27 декабря 1674, Гюстров — 9 мая 1756, Даргун) — младшая дочь герцога Густава Адольфа Мекленбургского и его супруги Магдалены Сибиллы Шлезвиг-Гольштейн-Готторпской, дочери Фридриха III. Младшая сестра Луизы Мекленбургской.

## Биография
Августа — последняя герцогиня гюстровской ветви Мекленбургского дома. Она не выходила замуж и проживала поначалу со своей матерью в Гюстровском замке. После смерти Магдалены Сибиллы в 1719 году Августа получила в апанаж амт Даргун. Принцесса с раннего возраста проявляла живой интерес к религии и по своим взглядам была близка к пиетизму. Свой двор в Даргунском замке, бывшем монастыре, при котором состояло около 150 человек, Августа превратила в известный пиетистский центр в стране. Августа Мекленбургская заботилась о своих владениях и провела целый ряд реформ, в особенности в области образования и здравоохранения. При ней в замке была проведена масштабная реконструкция. Августа поддерживала близкие отношения с сёстрами и их семьями. Похоронена в семейном склепе в Гюстровском соборе.